# Filippo de' Medici (arcivescovo)
Filippo de' Medici (1426 – ottobre 1474) è stato un arcivescovo cattolico italiano.

## Biografia
Figlio di Vieri di Niccolò, nel 1457 fu nominato vescovo di Arezzo, carica che mantenne fino al 1461. Venne successivamente elevato al rango di arcivescovo di Pisa da papa Pio II, a quanto pare su pressione di Cosimo il Vecchio suo lontano parente e stretto amico. Durante il suo mandato pisano si adoperò in favore di molti suoi concittadini tramite una fitta corrispondenza epistolare con Lorenzo il Magnifico. Rimase a capo dell'arcidiocesi fino alla sua morte, sopraggiunta agli inizi di ottobre del 1474.
Nonostante le molte raccomandazioni di Cosimo, Piero e Lorenzo, non riuscì mai ad essere proclamato cardinale.